# Eleonora Jonáková
Eleonora Vědoslava Jonáková (16. srpna 1821 Křinec – 24. srpna 1874 Klatovy) byla česká pedagožka, ředitelka školy, spolková činovnice, sufražetka a feministka, zakladatelka historicky druhé české dívčí školy v Praze, a v Čechách obecně. V době českého Národního obrození patřila k jedněm z prvních žen zabývajících se myšlenkou ženského vzdělávání v češtině.

## Život

### Mládí
Narodila se v Křinci, malém městě nedaleko Nymburka, do rodiny panského správce panství Brandýs nad Orlicí a Velký Rohozec. Otec zemřel roku 1845. Jejím bratrem byl pozdější politik Eberhard Jonák, pozdější vychovatel, právník a profesor Karlo-Ferdinandovy univerzity.
Začátkem 40. let 19. století se Jonáková začala pohybovat v Praze a docházet do okruhu obrozenecké školy K. S. Amerlinga Budeč česká a vydávající vlastní časopis Posel z Budče. Navštěvovala zde Společnosti dívek českých, vedených spisovatelkou a později rovněž učitelkou Bohuslavou Rajskou, do kolektivu patřily například také Božena Němcová nebo Františka Amerlingová. Zde patrně začala poprvé užívat umělecké křestní jméno Věroslava. Okruh asi 25 žen se pravidelně scházel a začal pracovat na vydání encyklopedie zaměřené na ženské čtenářky, s názvem Slownjk pro dámy. K jeho dokončení nikdy nedošlo.

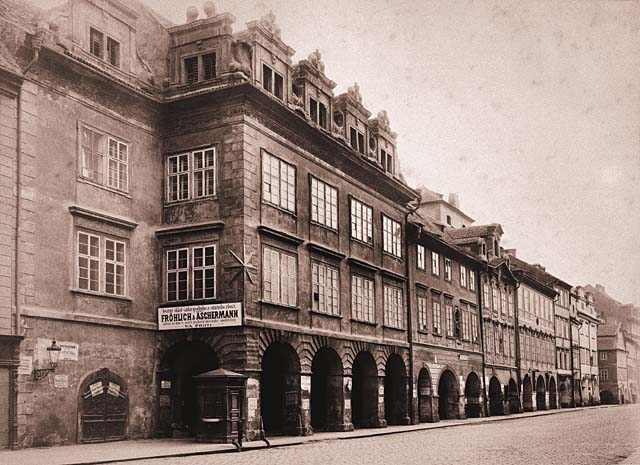
Dům č.p. 408 v Rytířské ulici u Uhelném trhu (čtvrtý zprava) zaniklý spolu se sousedními při demolici a přestavbě roku 1894 (foto Jindřich Eckert)

### Pedagogika
Jako emancipovaná mladá žena se rozhodla stát učitelkou. Roku 1844 se Jonáková přihlásila na nově otevřený dívčí učitelský kurz při hlavní vzorné německé škole na Malé Straně, závěrečné zkoušky složila následujícího roku. Toto povolání bylo v té době při výkonu spojeno s příslibem celibátu, Jonáková tedy zůstala svobodná. Již roku 1843 otevřely Bohuslava Rajská s Marií Hoškovou v září 1843 soukromou dívčí školu v Praze, první svého druhu v Čechách, v bytě ve Vodičkově ulici na Novém Městě, kde Rajská bydlela. Rajská později učitelství opustila, provdala se za Františka Ladislava Čelakovského a v polovině roku 1844 se s ním odstěhovala do Vratislavi, její česká ženská škola tak zanikla.
Hned po složení zkoušek roku 1845 se Jonáková rozhodla zřídit vlastní český ústav pro vzdělání dívek, který navazoval na předchozí instituci pod gescí Rajské. Částečně převzala inventář z Vodičkovy ulice a získala prostory pro internát a tři vyučovací místnosti v domě U třech korun č. 408 v Rytířské ulici u Uhelném trhu na Starém Městě. Počet žaček pozvolna narůstal, z původního počtu 22 studentek se počet docházejících dívek zvedl do roku 1850 na přibližně 55. Vzdělávány zde byly dívky v dorosteneckém věku v předmětech jako například český a německý jazyk, literatura, náboženství, ženské práce a přírodověda.
Jonáková také po zániku školy Bohuslavy Rajské ve vedení ústavu pracně obnovovala důvěru v myšlenku vzdělávání žen. Nezřídka se potýkala s finanční tísní ohledně provozu školy. Mezi absolventky jejího ústavu patřila například Matylda Pešková, která se stala učitelkou a roku 1861 v Praze založila vlastní ženskou, a později i smíšenou a mateřskou školu. Škola rovněž přijala do hodin osiřelé dcery Rajské a Čelakovského, kteří oba zemřeli roku 1852. Činnost ústavu byla komentována mimo jiné, poněkud nelichotivě, Josefem Václavem Fričem, jeho význam vyzdvihl také Riegrův slovník naučný, který jeho činnost pod vedením Jonákové dokládá roku 1865.
Eleonora Jonáková silně sympatizovala s českou národní myšlenkou a čile se zapojovala do veřejného a spolkového života. Roku 1848 byly Jonáková spolu s Johannou Fričovou jedinými evidovanými předplatitelkami Posla z Budče. Byla též členkou Spolku Slovanek, sdružení českých vlastenek, které se zapojilo do Slovanského sjezdu. Jeho předsedkyní byla Františka Ameringová. Byla v kontaktu s okruhem Vojty Náprstka a ženským spolkem Americký klub dam, založeným roku 1865, jehož byla členkou. Ústav vedla do roku 1872, poté z důvodu špatného zdravotního stavu, způsobeného i častou finanční tísní, z vedení odešla.

### Úmrtí
Eleonora Vědoslava Jonáková zemřela 24. srpna 1874 v Klatovech. Pohřbena byla v Praze, pohřeb zajištoval její bratr Eberhard.
Na činnost jejího ústavu Eleonory Jonákové v pozdějších letech navázaly například škola Matyldy Peškové či dívčí gymnázium Minerva založené společností kolem Elišky Krásnohorské roku 1890.